# 林东水库
林东水库是中国安徽省滁州市明光市境内的一座水库，位于淮河支流池河上，建于1981年。水库正常库容为3620万立方米，集雨面积为57平方千米，海拔为64米。